# Suzhou IFS
Suzhou IFS (in cinese 苏州 国际 金融 中心), chiamato anche Suzhou International Financial Square, è un grattacielo di 97 piani e 450 metri di altezza situato a Suzhou, Jiangsu, ad est del Lago Jinji. È un edificio polifunzionale che ospita appartamenti, alberghi e uffici.
E' il settimo grattacielo più alto della Cina.